# لورين ويلكنسون (مجدفة)
لورين ويلكنسون (بالإنجليزية: Lauren Wilkinson)‏ (و. 1989  م) هي مجدفة كندية، ولدت في فانكوفر، شاركت في التجديف في الألعاب الأولمبية الصيفية 2012 – سيدات ثمانية ‏، والتجديف في الألعاب الأولمبية الصيفية 2016 – سيدات ثمانية ‏.
.

## التعليم
تعلمت في جامعة برنستون.

## روابط خارجية
- لورين ويلكنسون على موقع الاتحاد الدولي للتجديف (الإنجليزية)
- لورين ويلكنسون على موقع اللجنة الأولمبية الدولية (الإنجليزية)
- لورين ويلكنسون على موقع أوليمبيديا (الإنجليزية)